# Apple M1
De Apple M1 is een door Apple Inc. ontwikkelde processor gebaseerd op de ARM-architectuur. Deze wordt sinds november 2020 gebruikt voor specifieke Mac-computers; de MacBook Air, Mac mini en MacBook Pro (13-inch). De M1 werd sinds 2021 ook geïntegreerd in de iPad Pro 11- en 12,9-inch en de iMac. In maart 2022 kondigde Apple aan de M1 ook te gebruiken in het middenmodel van de iPad Air 5e generatie. 
Op 14 september 2021 kondigde Apple de krachtigere Apple M1 Pro en M1 Max aan, deze processors zijn krachtiger dan de Apple M1 en speciaal ontwikkeld voor professionele gebruikers.

## Architectuur
De M1-chip is de eerste processor gebouwd met een 5 nm-proces en bevat 16 miljard transistors. De chip heeft in totaal acht processorkernen (cores); vier cores voor hoge prestaties en vier cores voor energie-efficientie. Laatstgenoemde kernen gebruiken een tiende van het vermogen van de prestatiekernen. De M1-processor draait op een maximale klokfrequentie van 3,2 GHz met een maximaal vermogen van 13,8 W.
| Eigenschappen     | Prestatie-core | Energie-efficientie-core |
| ----------------- | -------------- | ------------------------ |
| Codenaam          | Firestorm      | Icestorm                 |
| Processorkernen   | 4              | 4                        |
| Klokfrequentie    | 0,6-3,2 GHz    | 0,6-2,0 GHz              |
| L2-cache          | 12 MB          | 4 MB                     |
| Maximaal vermogen | 13,8 W         | 1,3 W                    |

Daarnaast zit in de M1-chip ook een geïntegreerde graphics processing unit (GPU) of grafische processor met acht kernen. Deze GPU is in staat om 11 biljoen bewerkingen per seconde uit te voeren. Ten slotte bevat de M1 hardware voor een neuraal netwerk, een beeldprocessor, NVMe-opslag, Thunderbolt 3-controllers en een coprocessor voor databeveiliging.

## Overstap
Voor Apple betekent de M1-processor een grote overstap van Intels x86-instructieset naar een ARM64-architectuur. Voor de volledige overstap zou twee jaar worden uitgetrokken. Het is de derde keer dat Apple een overstap maakt naar een andere instructieset-architectuur; voorgaande keren waren van Motorola 68000 naar IBM PowerPC en naar Intel x86.
Het is niet de eerste keer dat Apple gebruikmaakt van de ARM-architectuur. Het bedrijf had al een ARM-chip in zijn Apple Newton, een zakcomputer uit 1993. Deze ARM-chip was het resultaat van een samenwerking met Acorn Computers, nadat zij met Apple de joint venture ARM Ltd oprichtten in 1990. Ook bevatten mobiele apparaten van Apple sinds 2010 (de iPhone 4) een zelfontworpen ARM-chip.
Het bedrijf is niet de eerste fabrikant die mobiele chips integreert in laptops, maar Apple claimt echter wel dat de processor in staat is ook voor zwaardere taken zoals foto- en videobewerking geschikt te zijn.